# Securitas

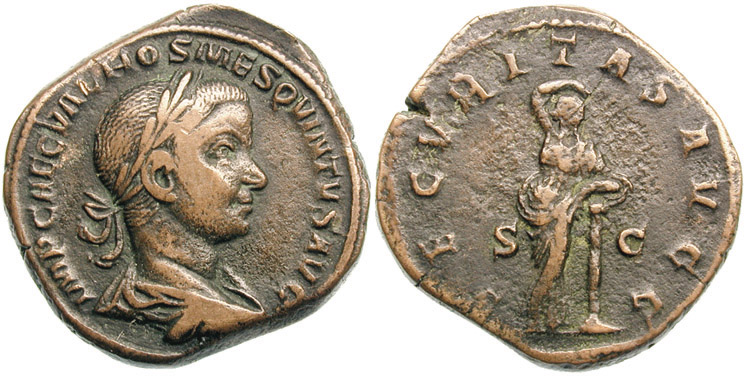
Securitas

Securitas (în mitologia romană) este zeița siguranței și securității statului roman.